# Lihula
Lihula (niem. Leal) – miasto w Estonii, w prowincji Lääne, ośrodek administracyjny gminy Lihula.

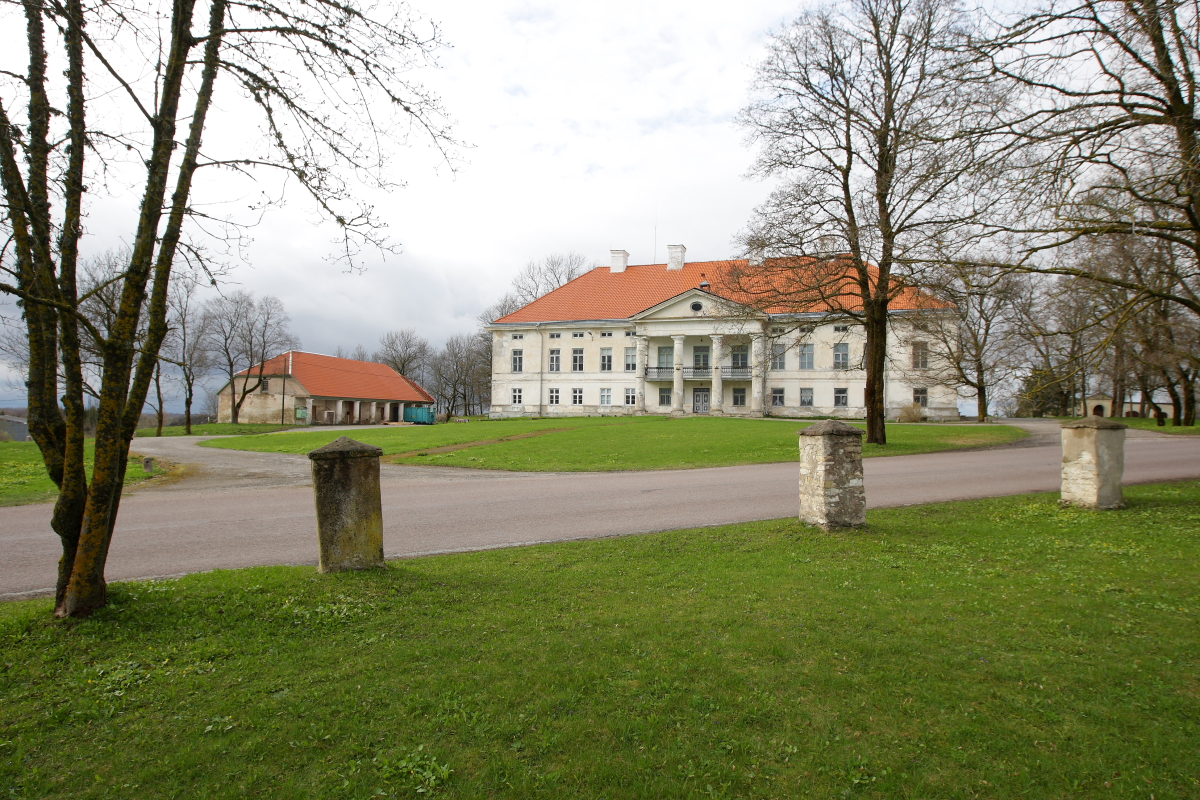
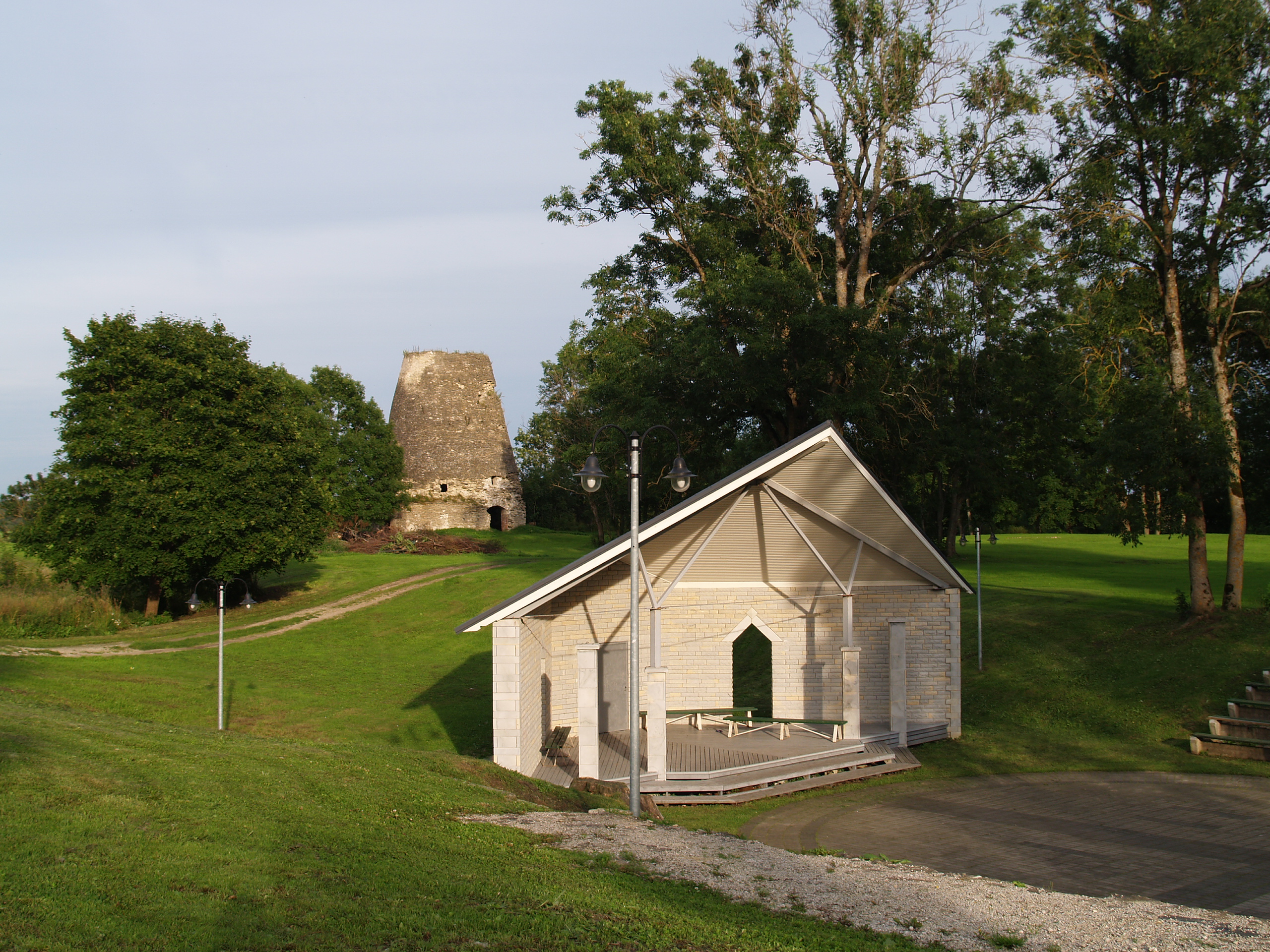
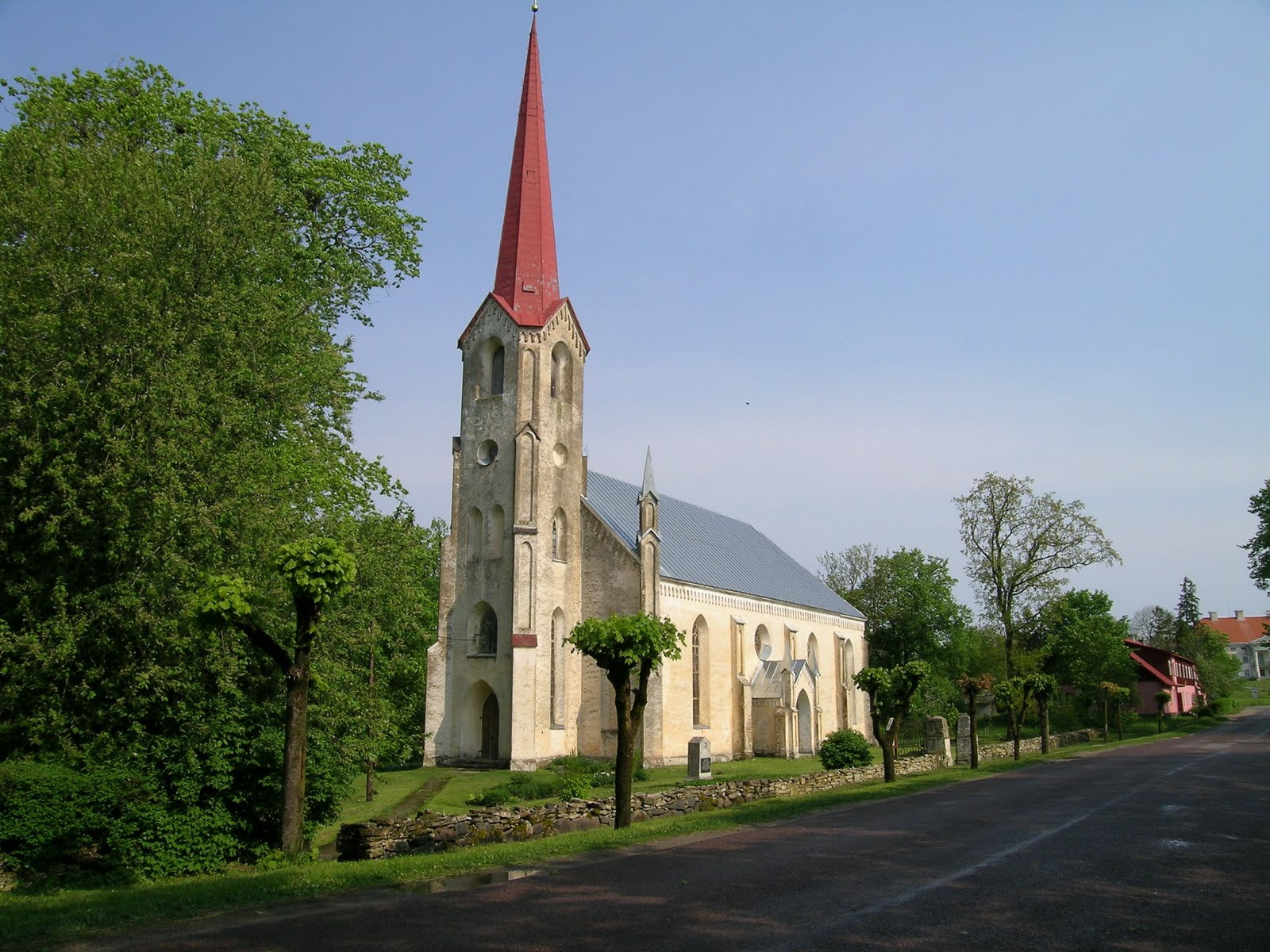
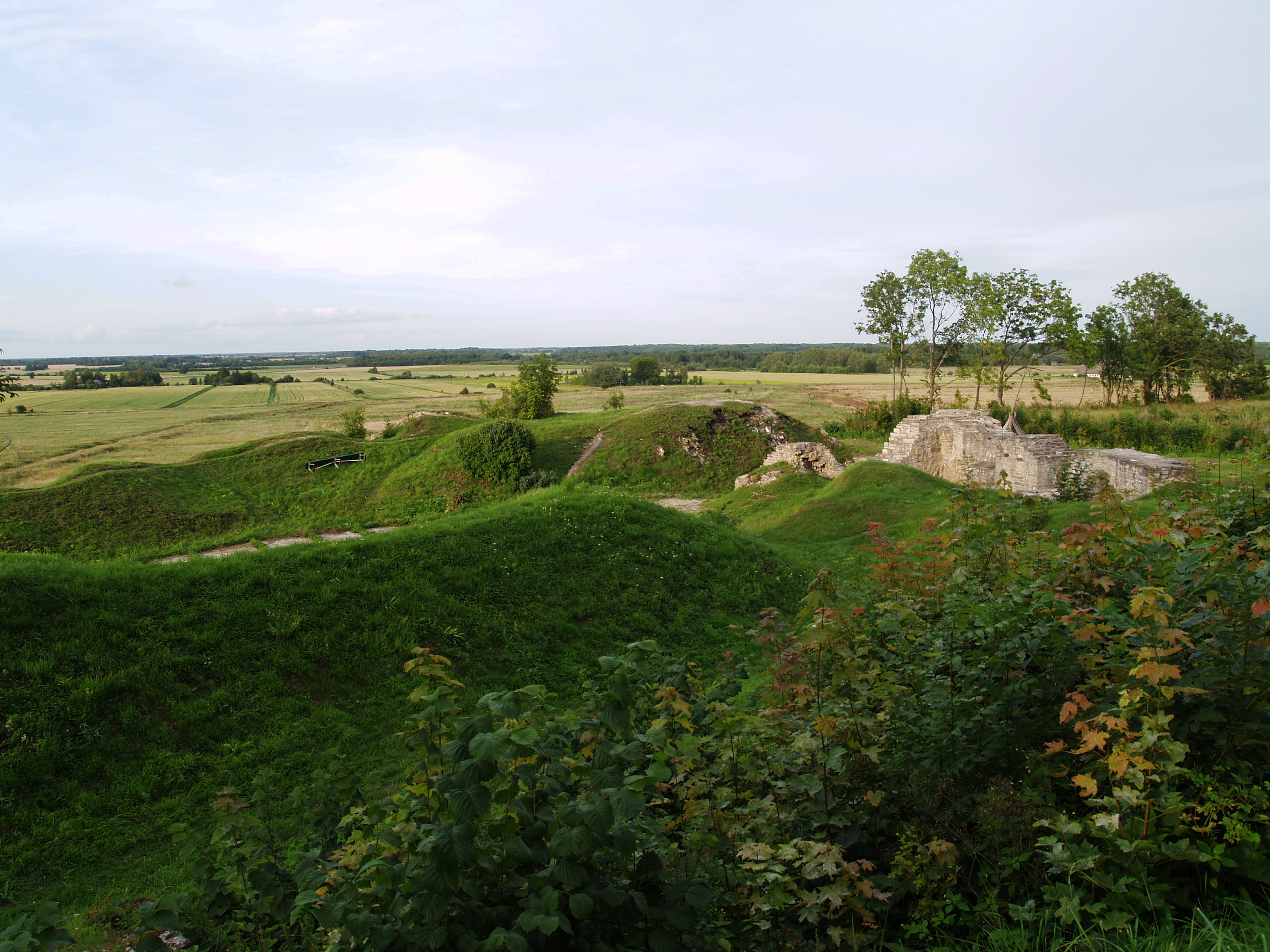